# 1995-ös női labdarúgó-világbajnokság

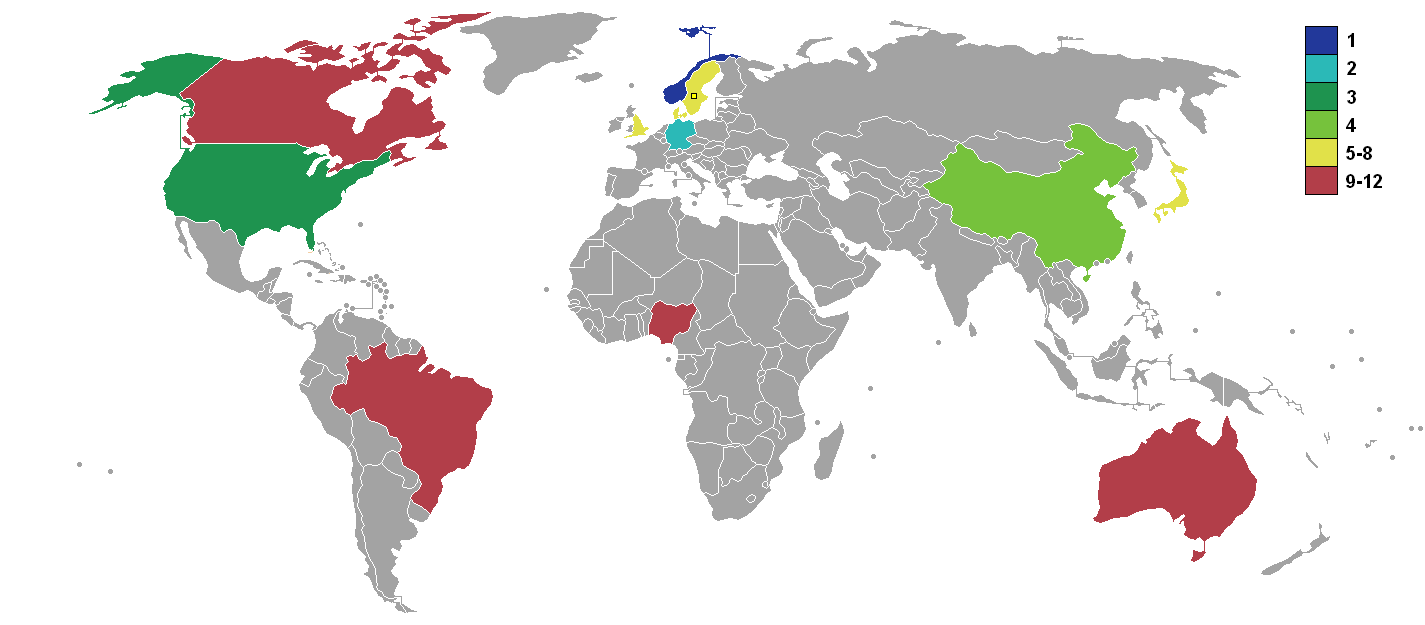
Részt vevő országok

Az 1995-ös női labdarúgó-világbajnokságot Svédországban tartották, melyet a norvég női labdarúgó-válogatott nyert meg. A legjobb gólszerző a norvég Ann Kristin Aarønes hat góllal, a torna legjobb játékosa honfitársa Hege Riise lett. Első alkalommal a csapatok mindkét félidőben egy (mindkét csapat igénybe vételével) 2 perces frissítő (folyadékpótlás) szünetet kérhettek.

## Helyszínek
- Strömvallen, Gävle Befogadóképesség: 7300
- Olimpiai Stadion, Helsingborg Befogadóképesség: 17 200
- Tingvallen, Karlstad Befogadóképesség: 5000
- Arosvallen, Västerås Befogadóképesség: 10 000
- Råsunda, Solna Befogadóképesség: 36 800

## Csapatok
A nevezéseket követően FIFA mind a hat szövetsége előselejtező mérkőzéseket rendezett. Hasonlóan a korábbi kiíráshoz tizenkét csapat kvalifikálta magát az 1995-ös női labdarúgó-világbajnokság döntőjébe. A FIFA mind a hat szövetsége képviselte magát: öt az UEFA, kettő az AFC,  kettő a CONCACAF, egy-egy a CONMEBOL, a CAF, valamint az OFC zónákból. A csoportok körmérkőzései után az első két helyezett, valamint a két legjobb harmadik került a negyeddöntőbe. Az egyenes kiesés után a legjobb négy elődöntőzött, a vesztesek a bronzéremért, a győztesek játszottak az aranyéremért. Az 1991-es női labdarúgó-világbajnokság versenykiírása szerint 2 x 40 percet játszottak, 1995-ben már 2 x 45 perc lett a játékidő. A csoportmérkőzések utáni egyenes kiesésben döntetlen esetén 5-5 büntetőrúgás következett. A csapatok a következőek:
| - Afrika (CAF) - Nigéria - Ázsia (AFC) - Kína - Japán - Dél-Amerika (CONMEBOL) - Brazília - Óceánia (OFC) - Ausztrália | - Európa (UEFA) - Dánia - Anglia - Németország - Norvégia - Svédország (automatikusan résztvevő mint házigazda) - Észak-Amerika, Közép-Amerika & Karib-térség (CONCACAF) - Kanada - Egyesült Államok |

## Játékvezetők
Az 1991-es női labdarúgó világbajnoksághoz képest jelentősen megnőtt a női játékvezetők száma és foglalkoztatottsága. A FIFA JB 24 játékvezetőt delegált a mérkőzések levezetésére. Játékvezetőnek 4 férfit, 8 nőt, asszisztensek 6 férfit és 6 nőt. A 26 mérkőzésen 12 fő játékvezetőként, 12 fő csak asszisztensként tevékenykedett. A játékvezetők közül egyedül Eva Ödlund kapott egy 2. pozíciós partbírói szolgálatot. A döntő mérkőzést első alkalommal egy európai női játékvezető Ingrid Jonsson irányította. Öt bíró 3-3, kettő 2-2, négy 1-1 találkozót vezethetett. Az asszisztensek közül Maria Rodríguez 7 alkalommal kapott megbízást, 5 alkalommal öt, négy esetben 3, 3 esetben 1, valamint 2 küldésen kettő partbíró szolgált.
| Afrika - Mamadouba Camara - Petros Mathabela Partbírók - Mamadou Toure - Mohamed Hamid Osman Ázsia - Phirom Anpraszöt Partbírók - Josizava Hiszae - Young Hyun Jeon Közép-Amerika, Észak-Amerika - Sonia Denoncourt - Catherine Leann Hepburn Partbírók - Maria del Socorro Rodriguez Roman - Peter Kelly Óceánia - Linda May Black | Dél- Amerika - Maria Edilene Siqueira - Eduardo E. Gamboa Martinez Partbírók - Ana Bia Batista - Manuel Yupanqui Souza Európa - Alain Hamer - Bente Skogvang Dr. - Eva Ödlund - Ingrid Jonsson Partbírók - Gitte Holm - Corinne Lagrange - Christine Frai - Veronika Schluchter-Maerki |

## Keretek
Az összes keret listájához, amely játszott a tornán, lásd az 1995-ös női labdarúgó-világbajnokság keretek-et.

## Csoportok

### A csoport
| Csapat      | M | Gy | D | V | Rg | Kg | Gk | P |
| ----------- | - | -- | - | - | -- | -- | -- | - |
| Németország | 3 | 2  | 0 | 1 | 9  | 4  | +5 | 6 |
| Svédország  | 3 | 2  | 0 | 1 | 5  | 3  | +2 | 6 |
| Japán       | 3 | 1  | 0 | 2 | 2  | 4  | −2 | 3 |
| Brazília    | 3 | 1  | 0 | 2 | 3  | 8  | −5 | 3 |

| 1995. június 5. 18:00 |

| Svédország | 0–1               | Brazília   |
| ---------- | ----------------- | ---------- |
|            | (0–1) Jegyzőkönyv | Roseli 37' |

| Olimpiai Stadion, Helsingborg Nézőszám: 14 500 Játékvezető: Sonia Denoncourt |

| 1995. június 5. 14:00 |

| Németország | 1–0               | Japán |
| ----------- | ----------------- | ----- |
| Neid 23'    | (1–0) Jegyzőkönyv |       |

| Tingvallen, Karlstad Nézőszám: 3 824 Játékvezető: Petros Mathabela |

| 1995. június 7. 19:00 |

| Svédország                                | 3–2               | Németország                     |
| ----------------------------------------- | ----------------- | ------------------------------- |
| Andersson 65' (11-esből) 86' Sundhage 80' | (0–2) Jegyzőkönyv | Wiegmann 9' (11-esből) Lohn 42' |

| Olimpiai Stadion, Helsingborg Nézőszám: 5 855 Játékvezető: Linda May Black |

| 1995. június 7. 19:00 |

| Brazília    | 1–2               | Japán        |
| ----------- | ----------------- | ------------ |
| Pretinha 7' | (1–2) Jegyzőkönyv | Noda 13' 45' |

| Tingvallen, Karlstad Nézőszám: 2 286 Játékvezető: Catherine Leann Hepburn |

| 1995. június 9. 19:00 |

| Svédország               | 2–0               | Japán |
| ------------------------ | ----------------- | ----- |
| Videkull 66' Andelen 88' | (0–0) Jegyzőkönyv |       |

| Arosvallen, Västerås Nézőszám: 7 811 Játékvezető: Petros Mathabela |

| 1995. június 9. 19:00 |

| Brazília   | 1–6               | Németország                                                            |
| ---------- | ----------------- | ---------------------------------------------------------------------- |
| Roseli 19' | (1–3) Jegyzőkönyv | Prinz 5' Meinert 22' Wiegmann 42' (11-esből) Mohr 78' 89' Bernhard 90' |

| Tingvallen, Karlstad Nézőszám: 3 203 Játékvezető: Alain Hamer |

### B csoport
| Csapat   | M | Gy | D | V | Rg | Kg | Gk  | P |
| -------- | - | -- | - | - | -- | -- | --- | - |
| Norvégia | 3 | 3  | 0 | 0 | 17 | 0  | +17 | 9 |
| Anglia   | 3 | 2  | 0 | 1 | 6  | 6  | 0   | 6 |
| Kanada   | 3 | 0  | 1 | 2 | 5  | 13 | −8  | 1 |
| Nigéria  | 3 | 0  | 1 | 2 | 5  | 14 | −9  | 1 |

| 1995. június 6. 19:00 |

| Norvégia                                                                           | 8–0               | Nigéria |
| ---------------------------------------------------------------------------------- | ----------------- | ------- |
| Sandberg 30' 44' 82' Riise 49' Aarønes 60' 90' Medalen 67' Svensson 76' (11-esből) | (2–0) Jegyzőkönyv |         |

| Tingvallen, Karlstad Nézőszám: 4 344 Játékvezető: Alain Hamer |

| 1995. június 6. 19:00 |

| Anglia                                            | 3–2               | Kanada                      |
| ------------------------------------------------- | ----------------- | --------------------------- |
| Coultard 51' (11-esből) 85' Spacey 76' (11-esből) | (0–0) Jegyzőkönyv | Stoumbos 87' Donnelly 90+1' |

| Olimpiai Stadion, Helsingborg Nézőszám: 655 Játékvezető: Eva Ödlund |

| 1995. június 8. 19:00 |

| Norvégia            | 2–0               | Anglia |
| ------------------- | ----------------- | ------ |
| Haugen 7' Riise 37' | (2–0) Jegyzőkönyv |        |

| Tingvallen, Karlstad Nézőszám: 5 520 Játékvezető: Eduardo Gamboa |

| 1995. június 8. 19:00 |

| Nigéria                            | 3–3               | Kanada                       |
| ---------------------------------- | ----------------- | ---------------------------- |
| Nwadike 26' Avre 60' Okoroafor 77' | (1–2) Jegyzőkönyv | Burtini 12' 55' Donnelly 20' |

| Olimpiai Stadion, Helsingborg Nézőszám: 250 Játékvezető: Phirom Anpraszöt |

| 1995. június 10. 16:00 |

| Norvégia                                                    | 7–0               | Kanada |
| ----------------------------------------------------------- | ----------------- | ------ |
| Aarønes 4' 21' 90+3' Riise 12' Pettersen 71' 89' Leinan 84' | (3–0) Jegyzőkönyv |        |

| Strömvallen, Gävle Nézőszám: 2 715 Játékvezető: Maria Edilene Siqueira |

| 1995. június 10. 16:00 |

| Nigéria                   | 2–3               | Anglia                    |
| ------------------------- | ----------------- | ------------------------- |
| Okoroafor 13' Nwadike 74' | (1–3) Jegyzőkönyv | Farley 10' 38' Walker 27' |

| Tingvallen, Karlstad Nézőszám: 1 843 Játékvezető: Ingrid Jonsson |

### C csoport
| Csapat           | M | Gy | D | V | Rg | Kg | Gk  | P |
| ---------------- | - | -- | - | - | -- | -- | --- | - |
| Egyesült Államok | 3 | 2  | 1 | 0 | 9  | 4  | +5  | 7 |
| Kína             | 3 | 2  | 1 | 0 | 10 | 6  | +4  | 7 |
| Dánia            | 3 | 1  | 0 | 2 | 6  | 5  | +1  | 3 |
| Ausztrália       | 3 | 0  | 0 | 3 | 3  | 13 | −10 | 0 |

| 1995. június 6. 19:00 |

| Egyesült Államok                    | 3–3               | Kína                        |
| ----------------------------------- | ----------------- | --------------------------- |
| Venturini 22' Milbrett 34' Hamm 51' | (2–1) Jegyzőkönyv | Liping 38' Wei 74' Szun 79' |

| Strömvallen, Gävle Nézőszám: 4 635 Játékvezető: Ingrid Jonsson |

| 1995. június 6. 19:00 |

| Dánia                                           | 5–0               | Ausztrália |
| ----------------------------------------------- | ----------------- | ---------- |
| Krogh 12' 48' Nielsen 25' Jensen 37' Hansen 86' | (3–0) Jegyzőkönyv |            |

| Arosvallen, Västerås Nézőszám: 1 500 Játékvezető: Bente Skogvang |

| 1995. június 8. 19:00 |

| Egyesült Államok      | 2–0               | Dánia |
| --------------------- | ----------------- | ----- |
| Lilly 9' Milbrett 49' | (1–0) Jegyzőkönyv |       |

| Strömvallen, Gävle Nézőszám: 2 740 Játékvezető: Mamadouba Camara |

| 1995. június 8. 19:00 |

| Kína                           | 4–2               | Ausztrália              |
| ------------------------------ | ----------------- | ----------------------- |
| Csou 23' Shi 54' 78' Liu 90+3' | (1–1) Jegyzőkönyv | Iannotta 25' Hughes 89' |

| Arosvallen, Västerås Nézőszám: 1 500 Játékvezető: Maria Edilene Siqueira |

| 1995. június 10. 16:00 |

| Egyesült Államok                                             | 4–1               | Ausztrália     |
| ------------------------------------------------------------ | ----------------- | -------------- |
| Foudy 69' Fawcett 72' Overbeck 90+2' (11-esből) Keller 90+4' | (0–0) Jegyzőkönyv | Casagrande 54' |

| Olimpiai Stadion, Helsingborg Nézőszám: 1 150 Játékvezető: Phirom Anpraszöt |

| 1995. június 10. 16:00 |

| Kína                     | 3–1               | Dánia     |
| ------------------------ | ----------------- | --------- |
| Shi 21' Szun 76' Wei 90' | (1–1) Jegyzőkönyv | Bonde 44' |

| Arosvallen, Västerås Nézőszám: 1 619 Játékvezető: Eduardo Gamboa |

## Egyenes kieséses szakasz
|  |                               |                  |                         |                               |   |                  |                      |                          |                          |                          |               |       |       |
|  | Negyeddöntők                  | Negyeddöntők     | Negyeddöntők            |                               |   | Elődöntők        | Elődöntők            | Elődöntők                |                          |                          | Döntő         | Döntő | Döntő |
|  | Negyeddöntők                  | Negyeddöntők     | Negyeddöntők            |                               |   | Elődöntők        | Elődöntők            | Elődöntők                |                          |                          | Döntő         | Döntő | Döntő |
|  | június 13. – Arosvallen       |                  |                         |                               |   |                  |                      |                          |                          |                          |               |       |       |
|  |                               |                  |                         |                               |   |                  |                      |                          |                          |                          |               |       |       |
|  | Németország                   | Németország      | 3                       |                               |   |                  |                      |                          |                          |                          |               |       |       |
|  | Németország                   | Németország      | 3                       | június 15. – Olimpiai Stadion |   |                  |                      |                          |                          |                          |               |       |       |
|  | Anglia                        | Anglia           | 0                       |                               |   |                  |                      |                          |                          |                          |               |       |       |
|  | Anglia                        | Anglia           | 0                       |                               |   | Németország      | Németország          | 1                        |                          |                          |               |       |       |
|  | június 13. – Olimpiai Stadion |                  |                         |                               |   | Németország      | Németország          | 1                        |                          |                          |               |       |       |
|  |                               |                  | Kína                    | Kína                          | 0 |                  |                      |                          |                          |                          |               |       |       |
|  | Svédország                    | Svédország       | Kína                    | Kína                          | 0 | 1 (3)            |                      |                          |                          |                          |               |       |       |
|  | Svédország                    | Svédország       |                         |                               |   | 1 (3)            | június 18. – Råsunda |                          |                          |                          |               |       |       |
|  | Kína                          | Kína             | 1 (4)                   |                               |   |                  |                      |                          |                          |                          |               |       |       |
|  | Kína                          | Kína             | 1 (4)                   |                               |   | Németország      | Németország          | 0                        |                          |                          |               |       |       |
|  | június 13. – Strömvallen      |                  |                         |                               |   | Németország      | Németország          | 0                        |                          |                          |               |       |       |
|  |                               |                  | Norvégia                | Norvégia                      | 2 |                  |                      |                          |                          |                          |               |       |       |
|  | Egyesült Államok              | Egyesült Államok | Norvégia                | Norvégia                      | 2 | 4                |                      |                          |                          |                          |               |       |       |
|  | Egyesült Államok              | Egyesült Államok | június 15. – Arosvallen |                               |   | 4                |                      |                          |                          |                          |               |       |       |
|  | Japán                         | Japán            | 0                       |                               |   |                  |                      |                          |                          |                          |               |       |       |
|  | Japán                         | Japán            | 0                       |                               |   | Egyesült Államok | Egyesült Államok     | 0                        | Bronzmérkőzés            | Bronzmérkőzés            | Bronzmérkőzés |       |       |
|  | június 13. – Tingvallen       |                  |                         |                               |   | Egyesült Államok | Egyesült Államok     | 0                        | Bronzmérkőzés            | Bronzmérkőzés            | Bronzmérkőzés |       |       |
|  |                               |                  | Norvégia                | Norvégia                      | 1 |                  |                      | június 17. – Strömvallen | június 17. – Strömvallen | június 17. – Strömvallen |               |       |       |
|  | Norvégia                      | Norvégia         | Norvégia                | Norvégia                      | 1 | 3                |                      | június 17. – Strömvallen | június 17. – Strömvallen | június 17. – Strömvallen |               |       |       |
|  | Norvégia                      | Norvégia         |                         |                               |   |                  |                      | Kína                     | Kína                     | 0                        |               |       |       |
|  | Dánia                         | Dánia            | 1                       |                               |   |                  |                      | Kína                     | Kína                     | 0                        |               |       |       |
|  | Dánia                         | Dánia            | 1                       |                               |   | Egyesült Államok | Egyesült Államok     | 2                        |                          |                          |               |       |       |
|  |                               |                  |                         |                               |   | Egyesült Államok | Egyesült Államok     | 2                        |                          |                          |               |       |       |

### Negyeddöntők
| 1995. június 13. 20:15 |

| Németország                   | 3–0               | Anglia |
| ----------------------------- | ----------------- | ------ |
| Voss 41' Meinert 55' Mohr 82' | (1–0) Jegyzőkönyv |        |

| Arosvallen, Västerås Nézőszám: 2 317 Játékvezető: Bente Skogvang |

| 1995. június 13. 20:15 |

| Svédország             | 1–1                    | Kína       |
| ---------------------- | ---------------------- | ---------- |
| Kalte 90+3' (11-esből) | (0–1, 1–1) Jegyzőkönyv | Sun Q. 29' |
| Büntetőpárbaj          |                        |            |
|                        | 3–4                    |            |

| Olimpiai Stadion, Helsingborg Nézőszám: 7 537 Játékvezető: Sonia Denoncourt |

| 1995. június 13. 17:15 |

| Egyesült Államok                        | 4–0               | Japán |
| --------------------------------------- | ----------------- | ----- |
| Lilly 8' 42' Milbrett 45' Venturini 80' | (3–0) Jegyzőkönyv |       |

| Strömvallen, Gävle Nézőszám: 3 756 Játékvezető: Eduardo Gamboa |

| 1995. június 13. 17:15 |

| Norvégia                           | 3–1               | Dánia     |
| ---------------------------------- | ----------------- | --------- |
| Espeseth 21' Medalen 64' Riise 85' | (1–0) Jegyzőkönyv | Krogh 86' |

| Tingvallen, Karlstad Nézőszám: 4 655 Játékvezető: Phirom Anpraszöt |

### Elődöntők
| 1995. június 15. 20:15 |

| Németország  | 1–0               | Kína |
| ------------ | ----------------- | ---- |
| Wiegmann 88' | (0–0) Jegyzőkönyv |      |

| Olimpiai Stadion, Helsingborg Nézőszám: 3 693 Játékvezető: Petros Mathabela |

| 1995. június 15. 17:15 |

| Egyesült Államok | 0–1               | Norvégia    |
| ---------------- | ----------------- | ----------- |
|                  | (0–1) Jegyzőkönyv | Aarønes 10' |

| Arosvallen, Västerås Nézőszám: 2 893 Játékvezető: Alain Hamer |

### 3. helyért
| 1995. június 17. 16:00 |

| Kína | 0–2               | Egyesült Államok       |
| ---- | ----------------- | ---------------------- |
|      | (0–1) Jegyzőkönyv | Venturini 24' Hamm 55' |

| Strömvallen, Gävle Nézőszám: 4 335 Játékvezető: Sonia Denoncourt |

### Döntő
| 1995. június 18. 18:00 |

| Németország | 0–2               | Norvégia                |
| ----------- | ----------------- | ----------------------- |
|             | (0–2) Jegyzőkönyv | Riise 37' Pettersen 40' |

| Råsunda, Solna Nézőszám: 17 158 Játékvezető: Ingrid Jonsson |

## Díjak
| 1995-ös női labdarúgó-világbajnokság győztese |
| Norvégia 1. cím                               |

| Aranycipő nyertes:  | Aranylabda nyertes: | FIFA Fair Play Díj: |
| ------------------- | ------------------- | ------------------- |
| Ann Kristin Aarønes | Hege Riise          | Svédország          |

## Gólszerzők
| 6 gólos - Ann Kristin Aarønes 5 gólos - Hege Riise 3 gólos - Gitte Krogh - Si Gujhong - Bettina Wiegmann - Heidi Mohr - Kristin Sandberg - Marianne Pettersen - Kristine Lilly - Tiffeny Milbrett - Tisha Venturini 2 gólos - Gillian Coultard - Karen Farley - Roseli De Belo - Noda Akemi - Geri Donnelly - Silvana Burtini - Szun Ven - Vej Hajing - Maren Meinert - Adaku Okoroafor - Rita Nwadike - Linda Medalen - Malin Andersson - Mia Hamm | 1 gólos - Karen Walker - Marie Anne Spacey - Angela Iannotta - Lisa Casagrande - Sunni Hughes - Pretinha - Anne Nielsen - Christina Hansen - Christine Bonde - Helle Jensen - Helen Stoumbos - Liu Ailing - Szun Kvingmej - Vang Liping - Csou Jang - Anouschka Bernhard - Birgit Prinz - Martina Voss - Silvia Neid - Ursula Lohn - Patience Avre - Gro Espeseth - Randi Leinan - Tina Svensson - Tone Haugen - Anneli Andelen - Lena Videkull - Pia Sundhage - Ulrika Kalte - Carla Overbeck - Debbie Keller - Joy Fawcett - Julie Foudy |